# Moritz von Untzer
Moritz Johann Gottlieb Freiherr von Untzer (* 30. September 1765 in Querfurt; † nach dem 25. Januar 1821) war ein preußischer Verwaltungsbeamter und Landrat der Kreise Hörde, Grafschaft Mark und des Kreises Bochum, Provinz Westfalen. Durch Heirat war er seit 1796 Besitzer des Ritterguts Haus Dorneburg bei Eickel.

## Leben
In seinem 23. Lebensjahr trat Moritz von Untzer 1788 in den Dienst des preußischen Staates. Während seiner Militärlaufbahn stieg er bis zum Major auf und nach seinem Abschied fungierte er bis 1807 als Landrat des Kreis Hörde. In der Folge fand er Beschäftigung als großherzoglich bergischer Ökonomie-Kommissar der Mailoher Gemeinheitsteilung und bergischer Bezirksrat und Steuer-Revisions-Kommissar. Von 1809 bis 1810/11 bekleidete er dann das Amt eines Unterpräfekten im Arrondissement Elberfeld und anschließend bis 1813 im Arrondissement Hagen. Im selben Jahr wurde er auch Mitglied der Ehrenlegion. Nach der Kreiseinteilung des neu gebildeten Regierungsbezirks Arnsberg wurde Moritz von Untzer 1817 zum ersten Landrat des Kreises Bochum ernannt. Aus diesem Amt und dem Staatsdienst schied er auf eigenes Gesuch wegen seiner geschwächten Gesundheit zum 25. Januar 1821 aus.

## Familie
Moritz von Untzer heiratete 1796 in erster Ehe Friderike Sophie Wilhelmine von Kuczinsky (nach anderer Quelle Kuschinsky), eine Tochter des aus Danzig stammenden sächsischen Hauptmannes August Friedrich von Kuczinsky und dessen Ehefrau Wilhelmine Charlotte Kuczinsky, geborene von Dürfeld. Friderike Sophie Wilhelmine von Kuczinsky brachte Dorneburg als Erbe in die Ehe ein. Nach ihrem frühen Tod heiratete Moritz von Untzer am 6. Juli 1811 in Bochum Theodore Justine Grolman (geboren am 8. Oktober 1785 in Bochum), Tochter des Oberbergamtsassessors und Rezeptors in Bochum, Moritz Grolman und dessen zweiter Ehefrau, Henriette Margarethe Grolman, geborene Marck. Aus der ersten Ehe von Untzers gingen zwei, aus seiner letzten drei Kinder hervor.